# Александр Делчев
Александр Делчев (болг. Александър Петков Делчев; нар. 15 липня 1971, Софія) – болгарський шахіст, гросмейстер від 1997 року.

## Шахова кар'єра
Від середини 1990-х років належить до когорти провідних болгарських шахістів. Триразовий чемпіон Болгарії (1994, 1996 і 2001). Двічі взяв участь у чемпіонатах світу ФІДЕ, які відбулись за олімпійською системою: 2001 року в Москві в 3-му раунді програв Борисові Гельфанду, а 2004 року в Триполі - в 2-му раунді програв Веселинові Топалову. 
Неодноразово представляв Болгарію на командних змаганнях, зокрема:
- вісім разів на шахових олімпіадах (1994, 2000, 2002, 2004, 2006, 2008, 2010, 2012); призер: в особистому заліку – срібний (2008 – 4-та шахівниця)[4],
- шість разів на командних чемпіонатах Європи (1999, 2001, 2003, 2007, 2009, 2011); призер: в особистому заліку – бронзовий (2007 – 4-та шахівниця)[5],
- двічі на BŁĄD; дворазовий призер: в командному заліку – золотий (1994) і срібний (1992)[6].

Досягнув багатьох успіхів на міжнародних турнірах (переважно за швейцарською системою), перемігши або поділивши 1-ші місця, зокрема, в таких містах, як: Ніцца (2001), Єр (2001), Реджо-Емілія (2001/02), Терамо (2002), Імперія (2002), Лінарес open (2003), Любляна (2003), Суботиця (2003), Порто-Сан-Джорджо (2003), Альбасете (2003), Генуя (2003), Балаге (2004), Навальмораль-де-ла-Мата (2004), Реджо-Емілії (2004/05), Сорт (2005, 2008), Бієло-Полє (2005), Бад-Вісзе (2005) і Балаге (2006). 2014 року переміг у Хаені.
Найвищий рейтинг Ело в кар'єрі мав станом на 1 жовтня 2005 року, досягнувши 2669 балів займав тоді 36-те місце в світовому рейтинг-листі ФІДЕ, одночасно займаючи 2-ге місце (позаду Веселина Топалова) серед болгарських шахістів.

## Особисте життя
Його дружиною є гросмейстер серед жінок Емілія Джингарова.

## Зміни рейтингу
| На цьому місці має відображатися графік чи діаграма, однак з технічних причин його відображення наразі вимкнено. Будь ласка, не видаляйте код, який викликає це повідомлення. Розробники вже працюють для того, щоби відновити штатне функціонування цього графіка або діаграми. | |
| | На цьому місці має відображатися графік чи діаграма, однак з технічних причин його відображення наразі вимкнено. Будь ласка, не видаляйте код, який викликає це повідомлення. Розробники вже працюють для того, щоби відновити штатне функціонування цього графіка або діаграми. |